# 467
467 је била проста година.

## Догађаји
- 12. април – Цар Лав I је изабрао свог генерала Антемија за цара Западног римског царства. Он се удружује са Рицимером, де факто владаром Рима, и жени са њим Антимијеву ћерку Алипију, како би ојачао везу и окончао непријатељства између Источног и Западног римског царства.
- Лето – Вандалски рат (461-468): Краљ Генсерик продужава своје гусарске нападе у Средоземном мору; Вандали пљачкају и поробљавају народ који живи у Илирику, на Пелопонезу и другим деловима Грчке. Лав I удружује снаге са Западним римским царством.
- Древне тврђаве у Британији су поново утврђене, а Вандајк је изграђен.
- Цар Скандагупта умире након 12-годишње владавине, док Хуни консолидују своја освајања у западној Индији. Наследио га је полубрат Пуругупта.